# آلتاماها، نورت کارولینا
آلتاماها (به انگلیسی: Altamahaw) یک منطقهٔ مسکونی در ایالات متحده آمریکا است که در شهرستان المنس، کارولینای شمالی واقع شده‌است. آلتاماها ۳٫۶ کیلومتر مربع مساحت و ۳۴۷ نفر جمعیت دارد.